# Хитрово, Владимир Николаевич
Хитрово́ Влади́мир Никола́евич (26 декабря 1878  [7 января 1879], Санкт-Петербург — 7 июля 1949, Омск) — русский и советский геоботаник, флорист, фенолог, краевед, доктор биологических наук.
Автор научных работ по проблемам сезонного полиморфизма растений. Изучал флору центральных областей европейской части СССР, Урала, Западной Сибири, особенно луга.
Организатор и создатель Орловского университета (педагогического института), заповедника «Галичья гора», Киевской и Новозыбковской сельскохозяйственных опытных станций, общества исследования природы Орловской губернии, Муратовской ботанической базы.

## Биография
Родился 26 декабря 1878 (7 января 1879) года в Санкт-Петербурге. Потомок древнего дворянского рода; отец — Николай Михайлович Хитрово.
В 1897 году окончил гимназию и поступил на естественное отделение физико-математического факультета Киевского университета, который окончил в 1902 году. В 1901 году в собственном имении Муратово в Орловской губернии создал опорный пункт для геоботанического исследования лугов.
После окончания университета работал при кафедре профессора С. Г. Навашина лаборантом, а с 1904 года — ассистентом. В 1910 году сдал магистерские экзамены. До 1917 года преподавал и занимался научной деятельностью в Киевском университете.
Получая немалое жалованье в университете, В. H. Хитрово не смотрел на доставшееся ему по наследству имение в Муратове как на источник дохода. С 1901 года оно служило ему опорным пунктом для геоботанического исследования лугов в Орловской губернии.
Среди группы молодых энергичных учёных, работавших в Муратове, возникла идея организации Общества для исследования природы Орловской губернии. Общество было учреждено в 1905 году. В декабре 1913 году экспонаты Общества демонстрировались на первой в стране выставке по охране природы, организованной в Харькове В. И. Талиевым.
В. H. Хитрово задумался о необходимости государственной охраны уникального памятника природы Галичьей горы.
Тем временем этот уникальный уголок природы на высоком берегу Дона оказался под угрозой. Местные жители и железнодорожные организации открыли на северном участке карьер для добычи известняка. Обеспокоенный этим В. H. Хитрово обратился в Орловский губисполком и предложил взять Галичью гору под специальную охрану. Благодаря вмешательству губисполкома гора была спасена, но отсутствие необходимых средств не позволило организовать на её территории заповедник. В 1924 г. Владимиру Николаевичу начал помогать заведующий Елецким музеем краеведения А. А. Кириллов. Учёный комитет по охране природы Главнауки Наркомпроса РСФСР 14 января 1925 г. постановил признать Галичью гору ботаническим памятником природы и предложил её территорию изъять из хозяйственного использования. Решение об этом было послано Владимиру Николаевичу в Орёл. Он тем не менее отлично понимал, что одно это решение Галичью гору не спасет. На Галичьей горе нужен был заповедник и специальные люди для его постоянной охраны. Тогда он снова написал письмо в Главнауку Наркомпроса, послал туда экземпляр своего «Путеводителя по Галичьей горе». В письме он сообщил, что в июле 1924 г. посетил Галичью гору: «Все на ней пока было цело». Далее он писал, что комитету «необходимо озаботиться реальной защитой и охраной» Галичьей горы. Тогда учёный комитет по охране природы вынес 8 апреля 1925 г. вторичное решение о Галичьей горе и объявил её заповедником. Научное руководство заповедником «Галичья гора» осуществлял В. H. Хитрово вплоть до 1930 г.
В сентябре 1929 года принимал участие в Первом Всероссийском съезде по охране природы, где сделал сообщение о заповеднике «Галичья гора».
По просьбе Орловского губисполкома и его плановой комиссии В. H. Хитрово организовал коллектив учёных и краеведов для написания книги «Природа Орловского края».
Ещё в 1902 году открыл крохотный участок сохранившейся степной растительности на берегах реки Кутьмы у Болхова. Это был один из последних клочков степи в Орловской губернии, сохранившихся до XX века.
Позже Хитрово взял на учёт все известные ему участки степной растительности на Орловщине и проявлял непрестанную заботу об их сохранении.
Он писал в начале 1920-х годов: «Глядя на эти последние остатки прежней красочной гармонии края, является досадная мысль: неужели наш край есть край чьих-то вековечных рабов, что мы в погоне за производством хлеба, и только хлеба на вывоз для кого-то, не оставим для себя, а распашем и последние остатки степной растительности, и дети наши только из книг прочитают о былой, доступной для наслаждения каждому красе нашего края. И вместо величавых и глубоко поучительных сочетаний многовековой природной растительности будут любоваться жалкими, бессмысленно натыканными, дорогостоящими цветниками городских садов и бульваров» (Данилов, 1985).
Для сохранения последних степных участков Владимир Николаевич поднял вопрос об организации заказника в логе Непрец в окрестностях Орла, начал работу по организации степного заповедника в Орловской области. В 1928 г. он предложил председателю комиссии по охране природы Центрально-Чернозёмной области профессору Б. А. Келлеру включить в проект сети степных заповедников ряд степных участков в окрестностях села Панькова. 8 января 1929 года Государственный комитет по охране природы поддержал эту идею. В. H. Хитрово начал сбор необходимой документации для создания такого заповедника, и лишь последовавший его арест по обвинению в антисоветской деятельности и высылка в Западную Сибирь помешали довести дело до конца.
В конце 1920-х годов был лишён избирательных прав как бывший потомственный дворянин. Проживал в Смоленске, работал научным сотрудником на областной опытной станции. В 1930 — арестован, приговорен к 5 годам ссылки и отправлен в Чердынь
С сентября 1943 г. он работал старшим научным сотрудником Сибирского научно-исследовательского института сельского хозяйства в Омске.
Незадолго до смерти, в 1946 г., по совокупности заслуг ему было присвоено звание доктора биологических наук без защиты диссертации.
Скончался 7 июля 1949 года в Омске, где и был похоронен, на Старо-Восточном кладбище.
Был реабилитирован лишь в 1990-е годы[уточнить].
В 1949 году член-корреспондент АH СССР Б. М. Козо-Полянский предложил присвоить заповеднику «Галичья гора» имени Хитрово (что не было сделано).

## Членство в организациях
Организовал общество исследования природы Орловской губернии (1905), Муратовскую ботаническую базу (отдел ботаники Шатиловской сельскохозяйственной станции — 1919), заповедник «Галичья гора» (1925).
Участвовал в организации Киевской (1913) и Новозыбковской (1916) сельскохозяйственных опытных станций, Орловского педагогического института (с 1921 профессор), где находится его гербарий.

## Публикации
Основные труды по флористике, геоботанике, биологии сорных и кормовых растений, фенологии, краеведению.
Составил первое полное научное описание и путеводитель по урочищу «Галичья гора».
- Хитрово В. H. О Галичьей горе // Труды Санкт-Петербургского общества естествоиспытателей, вып. I, т. 35. 1904.
- Хитрово В. H. Путеводитель по Галичьей горе // Известия общества для исследования природы Орловской губернии, вып. 3. 1913.